# De ontmoeting van Jakob en Rachel
De ontmoeting van Jakob en Rachel is de enige tekening die met zekerheid aan Hugo van der Goes kan worden toegeschreven, mogelijk met latere toevoegingen door een andere kunstenaar.

## Achtergrond
Uit 16e-eeuwse bronnen en vrije kopieën is een verloren gegaan schilderij bekend met een soortgelijk onderwerp, De geschiedenis van David en Abigaïl, dat Hugo van der Goes voor de schoorsteenmantel van een huis in Gent vervaardigde. Vanwege de overeenkomsten in formaat en onderwerp is het mogelijk dat de tekening een ontwerp was voor een ander schoorsteenstuk, dat eveneens verloren is gegaan.

## Voorstelling
De tekening verbeeldt het verhaal in Genesis 29:1-14 waarin de aartsvader Jakob kennismaakt met zijn nicht en toekomstige vrouw Rachel. Centraal op de tekening staat hun eerste ontmoeting, als Rachel de schaapskudde van haar vader Laban naar de waterput brengt. Links staan de herders bij wie Jakob kort ervoor informatie had ingewonnen, en rechts op de achtergrond is een latere scène uit het verhaal afgebeeld waarop Jakob en Laban elkaar in aanwezigheid van Rachel omhelzen.

## Verwante werken en navolging
De houding van de half knielende Jakob komt overeen met een 15e-eeuwse tekening met De geschiedenis van Jaël en Sisera. De grote figuur van de toekijkende schaapsherder links keert vrijwel letterlijk terug in een anonieme tekening en (in spiegelbeeld) in een miniatuur uit ca. 1492-1493. De herderin rechts (die mogelijk Lea, de zus van Rachel, voorstelt) vond weerklank in tekeningen en prenten van rond 1500, waaronder De melkmeid van Lucas van Leyden. Een late nawerking van het omhelzingsmotief zag Elisabeth Dhanens in Het Joodse bruidje van Rembrandt.

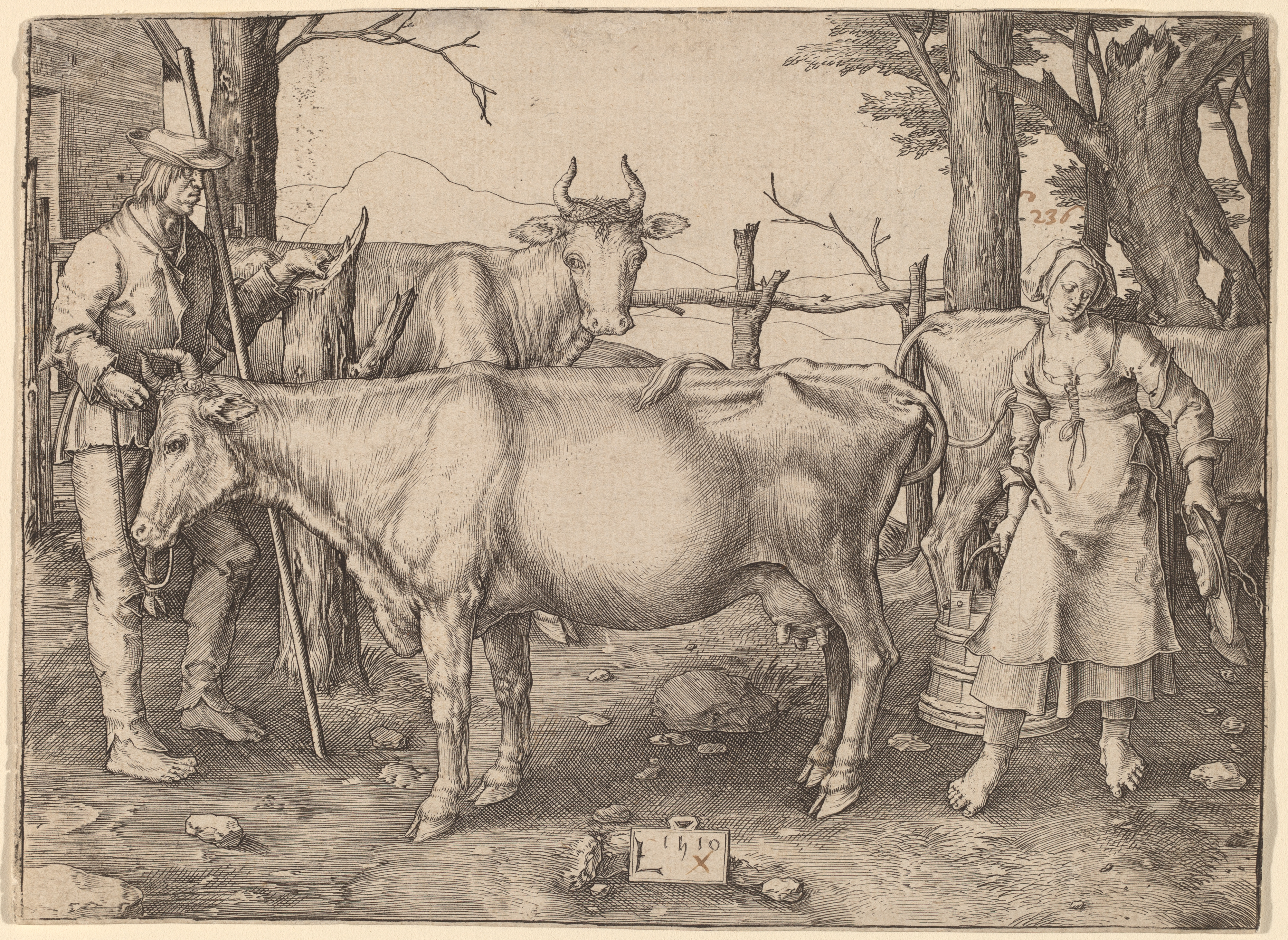
Lucas van Leyden, De melkmeid, 1510, gravure

## Herkomst
De tekening was in de 18e eeuw onderdeel van een portefeuille met Grands Desseins Gothiques sans Cartons, Subjets d'Histoir, etc, waarin ook een grote tekening van Hugh Vandr Goest aanwezig was. De portefeuille behoorde tot de collectie van de Amsterdamse kunsthandelaar Salomon Gautier, die rond 1717-1719 werd geveild. De tekening werd door generaal John Guise bij zijn dood in 1765 nagelaten aan de Universiteit van Oxford. Ze wordt bewaard in het prentenkabinet van Christ Church College in Oxford.